# Vavřinec Hradilek
Vavřinec Hradilek (10 mars 1987 à Prague), est un kayakiste tchèque pratiquant le slalom.

## Palmarès

### Jeux olympiques
- 2008 à Pékin,  Chine
  - Participation en K1
- 2012 à Londres,  Royaume-Uni
  -  Médaille d'argent en K1
  - 9e en C2

### Championnats du monde de canoë-kayak slalom
- 2007 à Foz do Iguaçu,  Brésil
  -  Médaille de bronze en relais 3xK1
- 2009 à La Seu d'Urgell,  Espagne
  -  Médaille d'or en relais 3xK1
- 2010 à Tacen,  Slovénie
  -  Médaille d'argent en K1
- 2013 à Prague,  Tchéquie
  -  Médaille d'or en K1
- 2014 à Deep Creek Lake,  États-Unis
  -  Médaille d'argent en K1 par équipes
- 2015 à Londres,  Royaume-Uni
  -  Médaille d'or en K1 par équipes
- 2017 à Pau,  France
  -  Médaille d'or en Extrême K1
- 2019 à La Seu d'Urgell,  Espagne
  -  Médaille d'argent en K1 par équipes

### Championnats d'Europe de canoë-kayak slalom
- 2010 à Čunovo,  Slovaquie
  -  Médaille de bronze en K1
- 2013 à Cracovie  Pologne
  -  Médaille d'or en K1 par équipes
- 2016 à Liptovský Mikuláš  Slovaquie
  -  Médaille d'or en K1 par équipes
  -  Médaille d'argent en K1
- 2019 à Pau  France
  -  Médaille d'or en K1 par équipes
- 2020 à Prague  Tchéquie
  -  Médaille d'argent en K1 par équipes
- 2021 à Ivrée  Italie
  -  Médaille d'or en K1 par équipes